# 손예지 (배우)
손예지(1992년 5월 18일 ~ )는 대한민국의 배우이다.

## 학력
- 2011년 ~ 2015년 한양대학교 학사

## 출연 작품

### 드라마
- 2021년 《미치지않고서야》... 박다솜 역
- 2022년 《으라차차 내 인생》... 김유정 역

### 웹드라마
- 2020년 《두근두근출근 시즌1》... 이은정 역
- 2020년 《나의 비밀딜러》... 김수지 역
- 2020년 《두근두근출근 시즌2》... 이은정 역

### 영화
- 2021년 《해피뉴이어》... 소개녀 역